# Cynodontium sinensifugax
Cynodontium sinensifugax är en bladmossart som beskrevs av Brotherus och Gao Chien 1994. Cynodontium sinensifugax ingår i släktet klipptussar, och familjen Dicranaceae. Inga underarter finns listade i Catalogue of Life.